# Freakshow (BulletBoys)
Freakshow è il secondo album dei BulletBoys, uscito nel 1991 per l'Etichetta discografica Warner Bros.

## Tracce
1. Hang on St. Christopher (Tom Waits Cover) – 3:24
2. Do Me Raw – 3:44
3. Say Your Prayers – 3:11
4. Ripping Me – 3:58
5. Thrill that Kills – 3:36
6. Hell Yeah! – 4:29
7. The Groove – 3:27
8. O Me O My – 3:11
9. Freakshow – 2:57
10. Huge – 3:17
11. Goodgirl – 3:02
12. Talk to Your Daughter (J. B. Lenoir Cover) – 3:05

## Formazione
- Marq Torien - voce
- Mick Sweda - chitarra, cori
- Lonnie Vencent - basso, cori
- Jimmy D'Anda - batteria

### Altri musicisti
- Garth Richardson - cori nella traccia 3
- Bobby LaKind - percussioni nella traccia 4
- Ted Templeman - Percussion nella traccia 4